# Deutsches Institut für Lebensmitteltechnik
Das Deutsche Institut für Lebensmitteltechnik e. V. (kurz DIL) ist ein Industrieforschungsinstitut, dem mehr als 150 Unternehmen aus den Bereichen Lebensmittelproduktion, Maschinenbau, Messtechnik und Verfahrenstechnik als Mitglieder angehören. Das DIL wurde 1983 gegründet und ist in Quakenbrück, im Zentrum der niedersächsischen Lebensmittelindustrie, angesiedelt.
Das DIL hat sich nach eigener Darstellung zur Aufgabe gemacht, als Bindeglied zwischen Wissenschaft und Praxis bei der Produktentwicklung und Herstellung von Lebensmitteln Unterstützung zu gewährleisten. Mit seinem interdisziplinären, ganzheitlichen Entwicklungskonzept unter Nutzung der international und national wissenschaftlichen Ergebnisse unterstützt es zudem die Lebensmittelwirtschaft bei der Entwicklung wettbewerbsfähiger Produkte und der Prozessführung. Die Kernkompetenzen liegen im Bereich der Produktentwicklung sowie der Verfahrenstechnik.
Das Institut finanziert sich zum größten Teil aus Auftragsforschungen und zu einem geringen Teil aus öffentlichen Mitteln.

## Geschichte
Am 17. Mai 1983 wurde der Trägerverein zur Förderung der Errichtung des Deutschen Instituts für Lebensmitteltechnik in der Rechtsform eines eingetragenen Vereins im niedersächsischen Quakenbrück, gegründet. Im Mai 1985 wurde ein neues Gebäude für das Institut in der Professor-von-Klitzing-Straße geplant; der Grundstein für den Bau wurde von der damaligen Wirtschaftsministerin Niedersachsens, Birgit Breuel, gelegt. Der Umzug in das Gebäude fand im Jahr 1987 statt; Ernst Albrecht, damaliger niedersächsischer Ministerpräsident, weihte das neue Gebäude ein. 1988 fand die Umbenennung in Deutsches Institut für Lebensmitteltechnik e. V. (DIL) statt.
Am 20. Mai 2009 fand die Grundsteinlegung für den Erweiterungsbau des DIL Deutschen Instituts für Lebensmitteltechnik in Quakenbrück durch den Staatssekretär für Ernährung, Landwirtschaft, Verbraucherschutz und Landesentwicklung Friedrich-Otto Ripke statt. Der Neubau war notwendig geworden, um die Zukunftsstrategie 2015 des Instituts umsetzen zu können.
Das Land Niedersachsen förderte die Samtgemeinde Artland mit 15 Mio. €, um damit die erfolgreiche deutsche Agrar- und Nahrungsmittel Industrie, deren Dichte in Nord-West Niedersachsen extrem hoch ist, ihre internationale Wettbewerbsfähigkeit weiter ausbauen zu können.

## Geschäftsbereiche
Das Dienstleistungsangebot des Instituts ist in folgende Geschäftsbereiche unterteilt:

### Produktinnovation
Durch direkte Aufträge der Lebensmittelindustrie werden neue Produkte entwickelt und getestet. Der Entwicklungsprozess wird durch analytische Strukturcharakterisierungen bestimmt, hierbei werden Mikrostrukturen, Schäume, Emulsionen und Suspensionen untersucht.

### Prozesstechnologie
Dieser Geschäftsbereich dient der Forschung nach effizienteren Verarbeitungsverfahren. In der Prozessentwicklung sind folgende Entwicklungsschwerpunkte gelegt:
- Gepulste elektrische Felder
- Hochdruck
- Ultraschall/Stoßwellentechnik
- Anwendung Überkritischer Fluide[6]

### Lebensmittelsicherheit
Der Bereich Lebensmittelsicherheit analysiert Prozesse sowie Produkte auf unterschiedlichen Ebenen. Dabei unterstützt er Unternehmen der Lebens- und Futtermittelverarbeitung mit einem Analytikspektrum bei der Erfüllung der Anforderungen aus Gesetzen, Normen sowie die der Konsumenten.

### Zentrum für Lebensmittelphysik
Das Zentrum für Lebensmittelphysik (ZLP) hat als jüngster Geschäftsbereich Mitte des Jahres 2011 die Arbeit aufgenommen. Im Kundenauftrag werden hier Zusammenhänge zwischen Struktur und Funktion untersucht. Die Kenntnisse der Strukturbildungsmechanismen werden in verfahrenstechnische Prozesse transferiert. Die Arbeitsweise des ZLP ist methodisch orientiert. Entsprechend bilden die Entwicklung und die Anwendung von Messmethoden zur physikalischen Charakterisierung das zentrale Element. Entwickelte Messmethoden können
an die jeweils relevanten Stoffsysteme angepasst werden.

## Forschung
Das Institut verfügt über die folgenden Forschungsplattformen:

### Bioökonomie
Seit 2012 ist der Fachbereich Bioökonomie neuer Forschungsschwerpunkt des DIL. Er bildet die Schnittstelle zwischen Forschungsplattformen und Geschäftsbereichen. Durch themen- und sektorenübergreifende Forschungsaktivitäten soll der Strukturwandel von einer erdöl- zu einer bio-basierten Industrie gefördert werden, verbunden mit großen Chancen für Wachstum und Beschäftigung. Zugleich soll international Verantwortung für die Welternährung, die Rohstoff- und Energieversorgung aus Biomasse sowie für den Klima- und Umweltschutz übernommen werden. Das DIL arbeitet kontinuierlich daran, einer biobasierten Lebensmittelproduktion den Weg zu ebnen. Dabei sollen natürliche Ressourcen genutzt und neue Möglichkeiten zur Verwendung nachwachsende Rohstoffe erschlossen werden. Dies wird durch die Entwicklung neuer, biobasierter Produktionsprozesse ermöglicht. Dieses Vorhaben dient nicht nur dem Erhalt unserer Lebensräume, sondern führt auch zu einer Qualitätsverbesserung der Produkte und wirkt sich gesundheitsfördernd aus.

### Struktur & Funktionalität
Eine Vielzahl der sensorisch wahrnehmbaren Qualitätsmerkmale von Lebensmitteln werden durch ihre Mikrostruktur bestimmt. Bei der Herstellung und Verarbeitung von Lebensmitteln werden die Mikrostrukturen in Abhängigkeit von den funktionellen Eigenschaften der Rohmaterialien und Zusatzstoffe sowie der angewendeten Herstellungsverfahren und Prozessparameter herausgebildet. Im Verlauf des Produktalters können sich die Strukturen und folglich auch die Qualitätseigenschaften verändern. Zur Gestaltung von Produkten und Prozessen ist es somit notwendig, die qualitätsrelevanten Strukturen darzustellen und zu bewerten. Die Qualität von Lebensmitteln wird anhand von deren Strukturaufbau untersucht. Dabei gewonnene Erkenntnisse werden genutzt um die Qualität von Lebensmitteln zu verbessern.

### Proteintechnologie
Die Gründung des Fachbereiches Bioökonomie in 2012 wurde von einer umfangreichen Neuausrichtung und Erweiterung der Forschungsplattformen begleitet. So wurde die Fleischtechnologie aus dem Geschäftsbereich Prozesstechnologie ausgelagert, die Schwerpunkte der Biotechnologie auf die Erforschung von Enzymen und Rohstoffen gesetzt und die neue Forschungsplattform Futtermitteltechnologie gegründet. Diese drei Bereiche bilden zusammen das Mosaik des Forschungsbereiches Proteintechnologie. Diese neu geschaffenen Kapazitäten bilden den Schlüssel zur integralen Bearbeitung globaler Fragestellungen die innerhalb des Themenfeldes Bioökonomie aufkommen.

### Robotik
Ziel ist es, neue Anwendungsbereiche für Roboter zu entwickeln und zu testen. Durch Zusammenarbeit mit Lebensmittelproduzenten und Maschinenbauingenieuren entstehen neue Funktionen für Roboter. Als Schwerpunkt gilt schnelle, sichere und saubere Verarbeitung von unverpackten Produkten.

### Prozessanalytik
Durch die Implementierung von Prozessanalytik in bestehende Systeme können vorhandene Anlagen näher an ihr Leistungsoptimum geführt werden. Die Sensortechnik liefert verbesserte Möglichkeiten zur Messdatenerfassung. Dadurch können Produktionsparameter wie z. B. Qualität, Stück/Minute, Ausschussanteil, optimiert werden – ob vorausschauend (z. B. durch die Bewertung der dem Prozess zugeführten Produkte) oder nachgelagert (Regelung am Prozessstufenausgang).

## Zusammenarbeit

### Deutschland
Am 10. September 2011 gründeten Wissenschaftler von der Leibniz Universität Hannover sowie der Technischen Universität Braunschweig zusammen mit dem DIL in der niedersächsischen Landeshauptstadt den Verein „Food and Health North Germany“. Ziel dieses Vereins ist es, auf Grundlage der Ergebnisse der von Niedersachsen geförderten Projekte an der Schnittstelle zwischen Landwirtschaft und Lebensmittelindustrie einen leistungsfähigen Forschungskern zu etablieren. Außerdem ist es Aufgabe des Vereins, Wissenschaft und Forschung unter besonderer Berücksichtigung der Lebensmittel- und Ernährungsforschung zu fördern. Seit 2009 bietet das DIL in Kooperation mit der Hochschule Osnabrück den Bachelorstudiengang Wirtschaftsingenieurwesen Lebensmittelproduktion an.

### Internationale Referenzen
In einem Zusammenschluss mit der niederländischen Rijksuniversiteit Groningen und der Niederländische Organisation für Angewandte Naturwissenschaftliche Forschung wurde die ICCF (International Competence Center Food and Research Development) als Forschungsprojekt gegründet. Ziel ist es, eine größere Integration und Kooperation in der Ems Dollart Region zwischen niederländischer und deutscher Seite zu schaffen.
Außerhalb Deutschlands agiert das DIL international mit Kunden aus Japan, den USA, Indien, Australien und China. Zu den Mitgliedern und Kunden gehören General Mills, Barilla und Mars.

### HighTech Europe

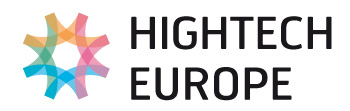
Logo von HighTech Europe

HighTech Europe ist eine Initiative europäischer Forschungseinrichtungen, Industrieverbände und Unternehmen, die gemeinsam ein Europäisches Institut für Lebensmitteltechnik errichten wollen, um die in Europa bestehende Forschung zu fördern und somit die ansässige Industrie für den globalen Wettbewerb zu stärken. Langfristiges Ziel des Netzwerkes ist es, eine dauerhafte Integration der europäischen Forschungs- und Entwicklungsaktivitäten in der HighTech Lebensmittelverarbeitung voranzutreiben.
Das vom DIL im Rahmen des 7. Rahmenprogramms der EU Forschungsförderung koordinierte „Network of Excellence“ soll neueste Erkenntnisse aus Biotechnologie, Nanotechnologie sowie Informations- und Kommunikationstechnologie identifizieren, die für Produkte, Prozesse oder Dienstleistungen in der Lebensmittelindustrie genutzt werden können. Die Ergebnisse werden in einer Datenbank, dem Food Technology Innovation Portal, verfügbar gemacht. Dabei arbeiten 22 Partner in diesem Netzwerk zusammen, davon sind 21 aus Europa und einer aus Ozeanien.

### Studienangebot
Seit 2022 wird gemeinsam mit der Stiftung Tierärztliche Hochschule Hannover der internationale Master-Studiengang „Food Process and Product Engineering“ (MSc) durchgeführt.